# クィア考古学
クィア考古学（クィアこうこがく、Queer archaeology）は、クィア理論をつかって規範的（とくに異性愛規範的）な史観に挑戦する考古学のアプローチである。
クィア考古学は、過去における同性愛その他の性的指向や、現在と異なる性同一性の事例を歴史に見出そうとしたり、これらの概念の起源について説明しようとしたりする試みではない。クィア考古学の試みは、批判的視点にもとづいて、支配的な考古学的言説のもつ規範的で性別二元的な仮定を回避することをめざす。この点において、クィア考古学はフェミニスト考古学と軌を一にする。フェミニスト考古学は、過去の女性への注目や、過去の解釈における女性的な視点の導入のみならず、何よりも考古学的解釈における性差別的な価値観に挑戦するものでもあるからである。

## フェミニスト考古学・ジェンダー考古学とクィア考古学の相違点
フェミニスト考古学、ジェンダー考古学、クィア考古学の三分野は、交互に発展しながら展開し、フェミニズム運動やクィア運動をはじめとしたさまざまな社会運動の影響を受けていた。

### フェミニスト考古学
三分野のうち最初に登場したのはフェミニスト考古学である。フェミニスト考古学は、20世紀にヨーロッパとアメリカ全土で出現したさまざまなフェミニスト運動のもとで育まれた。フェミニスト考古学は、考古学研究において、現在の（性別役割に関する）価値観を意識的にでも無意識にでも、過去に持ち込む慣行を初めて批判し、疑問視させるという功績をあげた。フェミニスト考古学は、ジェンダー不平等は人類の歴史を通じて常に存在していたのか、それとも歴史的な産物なのか、あるいは、より広く言えば、社会的不平等と搾取は人間本来のものなのか、それとも歴史的変容の結果なのか、といった疑問にも答えようとする傾向がある。

### ジェンダー考古学
ジェンダー考古学は、フェミニスト考古学への反動として登場し、他の政治的な意味合いを含めずに歴史上のジェンダーについて研究することに重点を置いている。時には、これは当初のフェミニスト考古学のアプローチとは切り離されており、より自由な解釈の幅をもつ。また時には、ジェンダー考古学とフェミニスト考古学は同義語として使用され、意味が逆転したり、一度に両方の研究が行われたりすることもある。つまり、フェミニスト考古学とジェンダー考古学の違いは明確でなく、多くの場合、各考古学者の見解によって変化する。

### クィア考古学
クィア考古学は、クィア理論の影響のもと、フェミニスト考古学・ジェンダー考古学における、ジェンダー平等・性の平等の概念、異なる文化・民族・社会階級の考慮の欠如、ヨーロッパ中心的な史観への批判によって生まれた。クィア考古学の批判は、社会的アイデンティティの多様性と、家族や家族単位といった概念への問いかけを考慮すべきであるということにも及ぶ。